# ارکیده ریشوی نوک‌تاس
ارکیده ریشوی نوک‌تاس (نام علمی: Calochilus richae) نام یک گونه از سرده ارکیده‌های ریشو است.